# Chicora
Chicora é um distrito localizado no estado norte-americano de Pensilvânia, no Condado de Butler.

## Demografia
Segundo o censo norte-americano de 2000, a sua população era de 1021 habitantes.
Em 2006, foi estimada uma população de 993, um decréscimo de 28 (-2.7%).

## Geografia
De acordo com o United States Census Bureau tem uma área de
1,4 km², dos quais 1,4 km² cobertos por terra e 0,0 km² cobertos por água. Chicora localiza-se a aproximadamente 369 m acima do nível do mar.

## Localidades na vizinhança
O diagrama seguinte representa as localidades num raio de 12 km ao redor de Chicora.